# اچ‌ام‌اس باکلان (۱۷۹۴)
اچ‌ام‌اس باکلان (۱۷۹۴) (به انگلیسی: HMS Cormorant (1794)) یک کشتی است که طول آن ۱۰۸ فوت ۶ اینچ (۳۳٫۱ متر) می‌باشد. این کشتی در سال ۱۷۹۴ ساخته شد.